# メガ・パイソンVSギガント・ゲイター
『メガ・パイソンVSギガント・ゲイター』（原題：Mega Python VS. Gatoroid）は、アメリカ合衆国のテレビ映画。

## あらすじ
フロリダ、エバークルーズ国立公園のパークレンジャー、テリー・オハラ（ティファニー）は、公園内でヘビによる生態系破壊が進行していることを受け、個体数を減らしているワニのためにも、ハンターたちにヘビ狩りを奨励する。実は、各地でパイソンを保護し公園内に逃がしていたのは、環境保護活動家ニッキー・ライリー博士（デボラ・ギブソン）だった。大型のヘビたちは次々にハンターを襲い、テリーの婚約者ジャスティン（ケアリー・ヴァン・ダイク）までもが犠牲になる。ヘビへの怒りに我を忘れたテリーは、ワニを巨大化して対抗させようと考える。同僚アンジー（キャスリン・ジューステン）の協力を得、ワニの池に強力なステロイド剤を投下するが、その様子は偶然ニッキーたちに録画されてしまっていた。
一方公園内では、チャリティーパーティーの準備が進んでいた。アンジーが呼び寄せたネイティブ・アメリカンの爬虫類学者、ディエゴ・オルティス（A・マルティネス）は、公園内を視察した後、ヘビとワニが大繁殖していることを憂慮して、テリーにパーティーの中止をすすめるが、彼女は頑として聞き入れず、ディエゴが要請した州兵さえも追い返してしまう。予定通りに行われたパーティーの会場に、部下を大型ワニに殺されたニッキーが乗り込んでくる。ニッキーはDVDを手にしており、ステロイド投下の件を皆にばらす、と脅す。ふたりは取っ組み合いの大喧嘩を始め、そのまま宴会場を出ていく。直後、会場はヘビとワニに襲撃され、パークレンジャーのRJ（ケヴィン・M・ホートン）や、ゲスト歌手のミッキー・ドレンツ（ザ・モンキーズのメンバー、本人）ほか、多数の犠牲者が出てしまった。
爬虫類たちはすでに、十メートル超級の規模にまで成長していた。街にワニとヘビが溢れ出し、アンジーが殺されるにおよんで、ようやく状況を理解したテリーたちは、ディエゴ主導で事態収束の計画を練る。それは、セスナ機で爬虫類を惹きつけるフェロモンを撒き、採石場に怪物たちをおびき寄せて、ダイナマイトで一網打尽にしてしまおう、というものだった。その結果、ひとまず誘導には成功したものの、セスナ機が事故を起こしてディエゴは脱落。テリーは車でフェロモンを散布しながら、ニッキーの待つ採石場へと向かった。
採石場ではニッキーが巨大ワニに襲われており、テリーは捨て身でこれを倒した。ふたりは脱出しコンテナへと逃げ込む。ここでニッキーの告白を受け、テリーはようやくヘビ事件の発端が誰かを知った。そこへディエゴがヘリコプターで救助に訪れる。彼は爆風で怪物たちをせん滅させるが、テリーはワニに、ニッキーはヘビにと、それぞれが肩入れした種に食われてしまい、最後に命を落としてしまった。
一年後、修復工事が終わった河口に、ディエゴの姿があった。エバークルーズの生態系が未来永劫守られていくことを祈りながら、ディエゴはその場所を、命を散らした勇敢な女性たちの名を取って、「オハラ・ライリー河口」と名付けるのだった。

## 備考
テリー役のティファニーと、ニッキー役のデボラ（デビー）・ギブソンは、1980年代中期から後期にかけて大ヒット曲を連発し、可憐な容姿と、ともにミドルティーンでデビューした年齢の近さから、アイドル歌手としてライバル関係にあった。本作はワニVSヘビとともに、ふたりの対立をパロディ化したものであり、両者が醜い衝突の果てに無残な死に方をするなど、皮肉要素の強い作品である。
パーティー会場での大喧嘩が落ち着いたあとの、ニッキーがテリーに話す「I think we're alone now?」というセリフは、テリー役ティファニーの大ヒット曲「ふたりの世界 (I Think We're Alone Now)」(1987年)を踏まえたものであり、吹替でもその邦題を踏襲して「"ふたりの世界"ね」と訳されている。一方、喧嘩前の口論で、テリーがニッキーに「Only in your dreams!」と言い放つセリフがあるが、これはニッキー役、デビー・ギブソンの大ヒット曲「オンリー・イン・マイ・ドリームス (Only in My Dreams)」(1986年)を踏まえたものである（ただしこちらの吹替は「ガリガリのヘビ女は黙れ！」と意訳されてしまっている）。
主演のふたりは、ともに以前、アサイラム制作のテレビ映画に主演していた。ティファニーは2010年に『メガ・ピラニア(原題：Mega Piranha)』、デボラは2009年に『メガ・シャークVSジャイアント・オクトパス(原題：Mega Shark vs Giant Octopus)』にて、それぞれヒロインを演じており、それらが話題になったことから、本作での共演へとつながった。

## キャスト
| 役名                 | 俳優                     | 日本語吹替 |
| -------------------- | ------------------------ | ---------- |
| テリー・オハラ       | ティファニー             | 勝生真沙子 |
| ニッキー・ライリー   | デボラ・ギブソン         | 山像かおり |
| ディエゴ・オルティス | A・マルティネス          | 堀之紀     |
| アンジー             | キャスリン・ジューステン | 藤生聖子   |
| ジャスティン         | ケアリー・ヴァン・ダイク | 松本大     |
| RJ                   | ケヴィン・M・ホートン    | 川中子雅人 |
| ミッキー・ドレンツ   | 本人                     |            |
| ジア                 | アーデン・チョー         | 白川万紗子 |

- その他の声の吹き替え：黒澤剛史／松本忍／桜井ひとみ／吉開清人／土田アシモ